# アウデナールデ
アウデナールデ（オランダ語: Oudenaarde [ˈʌu̯dənaːrdə]、フランス語: Audenarde（オードナルド））は、ベルギーのオースト＝フランデレン州にある基礎自治体（以下、便宜上「市」と表記する）である。アウデナールデ市とベフェーレ (Bevere) 、エデラーレ (Edelare) 、エイネ (Eine) 、エナーメ (Ename) エルネ (Heurne) 、レペヘム (Leupegem) 、マーテル (Mater) 、メルデン (Melden) 、ミュレム (Mullem) 、ネーデレナーメ (Nederename) 、ウェルデン (Welden) 、フォルケヘム (Volkegem) の各町およびオーイケ (Ooike) 町の一部からなる。
15世紀から18世紀（ことに16世紀）にタペストリー生産で世界的に知られ、「古い牧草地」を意味する町の名は、茶色のリネン糸の一種を指す英語「アウトナル」 (Outnal) の語源ともなった（いまは死語）。「フランデレン・アルデンヌの真珠」の異名をとる。

## 歴史

### エナーメの栄光
いまのアウデナールデ市の歴史は、東フランク王にしてローマ皇帝のオットー2世がスヘルデ川河畔のエナーメに砦を築いたことに端を発する。フランク王国の侵略にそなえた同様の防御施設は、ヴァランシエンヌとアントワープにも置かれた。エナーメはたちまち発展し、1005年までに二軒の教会堂をそなえたロタリンギア最大の町になった。一方で1033年、時のフランドル伯ボードゥアン4世が皇帝ハインリヒ3世に対する前線として市街を占領。1047年には子のボードゥアン5世がベネディクト会の修道院を建立し、支配を強化した。かつての大商人やギルドの職人連はスヘルデ川対岸にのがれ、ここに新しいアウデナールデ市が生まれた。

### 黄金時代

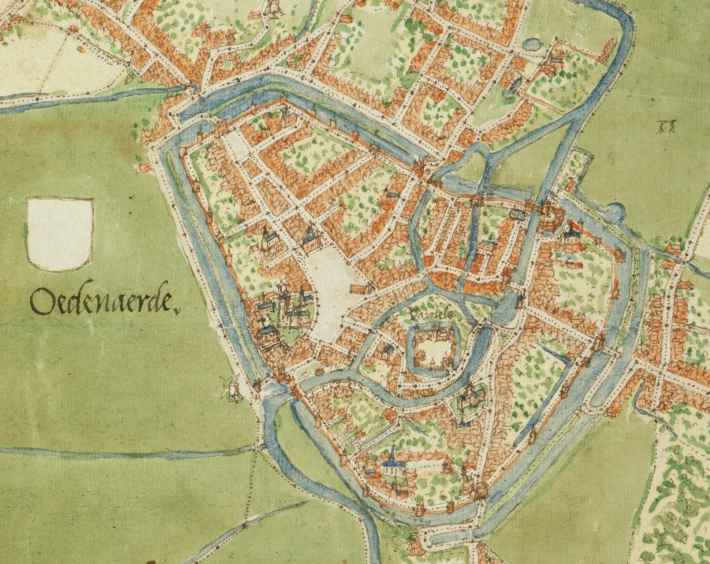
デフェンターの地図に描かれた市街（1558年ごろ）

スヘルデ川の水運と被服・タペストリー産業の勃興に支えられ、経済は11世紀に全盛を極めた。教会や修道院、病院が建てられた。中世を通じアウデナールデのまちは大の伯爵びいきで、ゲントなど南方で起こる反乱を食い止める役目を果たしたため、「貴紳たちの住まい」としても知られた。1526年から1537年に建てられた町役場は、いまも目にすることができる。1522年にはカール5世が2か月間滞在し、ネーデルラント総督となるマルゲリータ・ダウストリアをもうけた。

### 黄昏

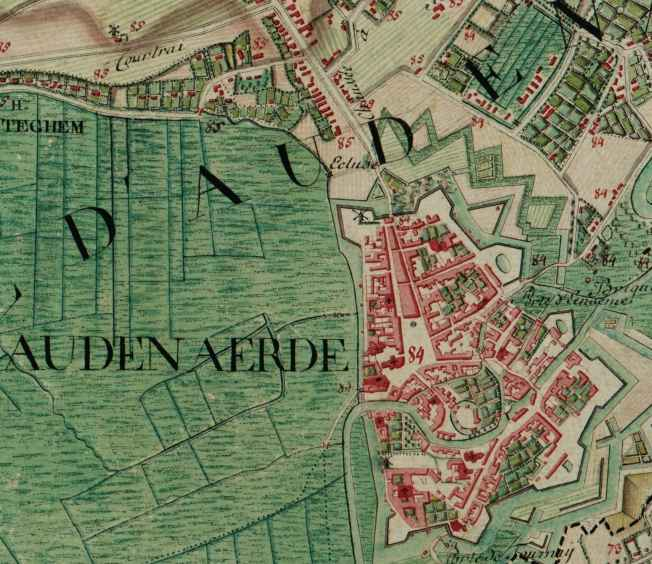
フェラリスの地図に描かれた市街（1775年ごろ）

宗教改革でアウデナールデ市民はプロテスタントにつき、ヘントと同盟してカール5世に反旗をひるがえした。マルゲリータの子のパルマ公アレッサンドロ・ファルネーゼによる長期包囲ののち、市街は1582年に帝国の手におち、商人や労働者、貴紳までもが亡命した。対抗宗教改革で一旦はタペストリー取引の回復も見られたが、栄光の日々は戻ってこなかった。これ以後100年間で三度もフランスから攻撃・占領を受けた。1708年には郊外でスペイン継承戦争のアウデナールデの戦いが交わされた。ハプスブルク帝国体制下で、アウデナールデは活力を失っていった。
フランス革命の影響は、この地方にも宗教的権威の凋落という形で現出した。市街には第一次世界大戦の戦禍を今に伝えるモニュメントがいくつか置かれている。

## 名所

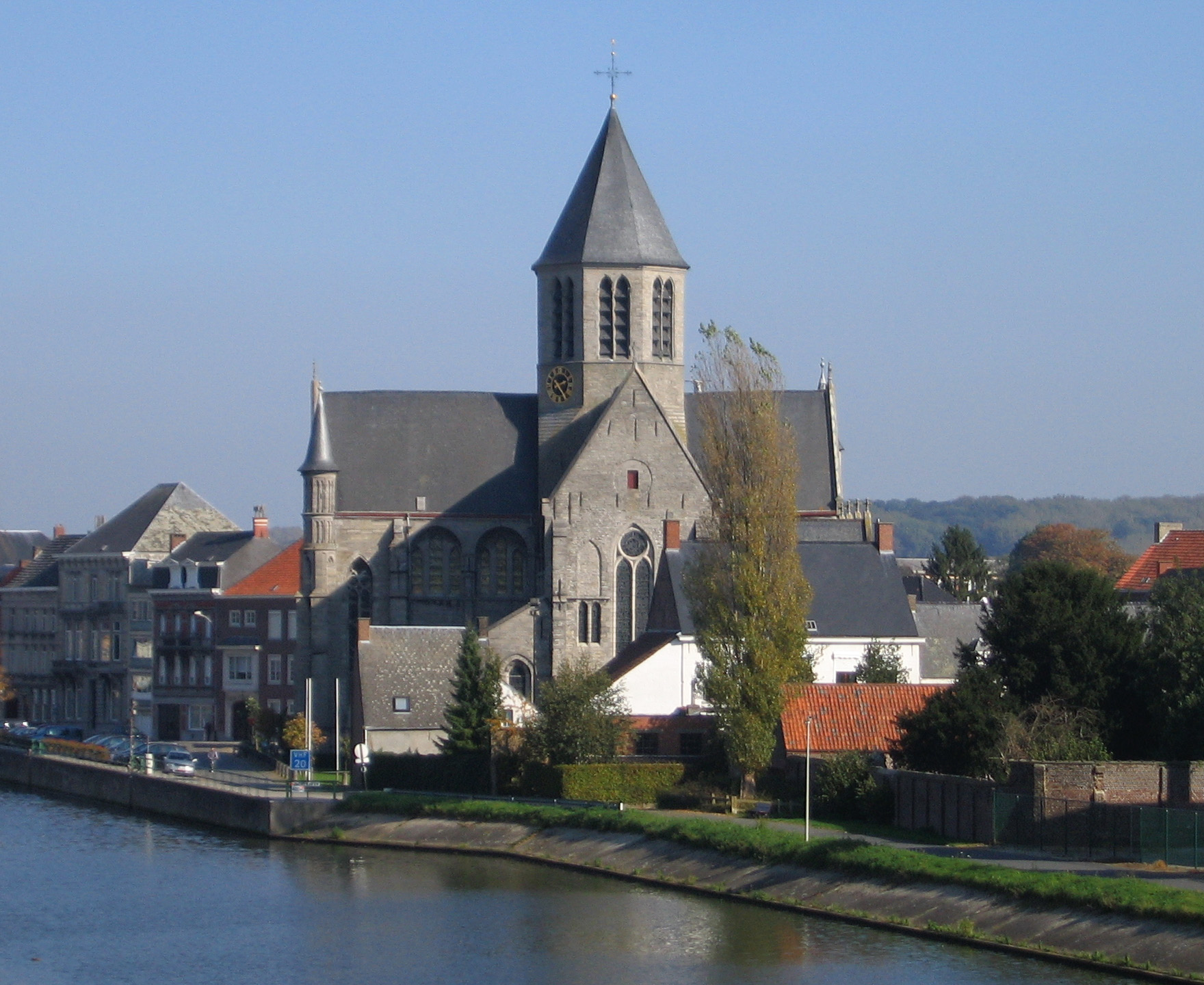
パメレの聖母教会

- フランボワイアン・ゴシック建築の町役場と鐘楼 - 1999年にユネスコの世界遺産「ベルギーとフランスの鐘楼群」の一つとして登録された。館内にはアウデナールデ・タペストリーのコレクションがある。
- パメレの聖母教会 - 1234年、スヘルデ河畔に着工した。
- 聖ワルビュルガ教会 - マーケット広場の近くにあたる。
- セントリウム・ロンド・ファン・フラーンデレン - 自転車レースのロンド・ファン・フラーンデレンのミュージアム。
- スミシェ醸造所 - 2008年にブリュージュから市内のマーテルに移転した。ベルギーで最も小さな地ビール醸造所である。

## イベント
毎年6月にビール祭り、夏に屋外音楽祭、2月には農業フェアが開かれる。春のロンド・ファン・フラーンデレンでは毎年、市内のコッペンベルフの丘登攀がコースに設定される。また、マーケット広場では10年に一度、フランドル地方最大級の花き見本市が開かれる（直近の開催は2005年）。

## ゆかりの人物
- ソワソンのアルノルト（1040年 - 1087年） 聖人
- パルマ公妃マルゲリータ・ダウストリア（1522年 - 1586年） カール5世の庶子にしてネーデルラント総督
- ヨハネス・ファン・デン・ドリースヘ（1550年 - 1616年） 東洋学者、聖書の解釈学者
- シャルル・リードツ（1802年 - 1878年） 政治家
- ヘンティル・テオドール・アンテニス（1840年 - 1907年） 詩人
- レイモント・ステインス（1850年 - 1905年） 作家
- アドリアーン・ブラウエル（1605年 - 1638年） 画家
- アンドレ・ディーリックス（1946年 - ） 自転車競技選手
- ジョティー・トーフト（1956年 - 1977年） 詩人
- ジョナサン・ページ（1976年 - ） アメリカの自転車競技選手。当地在住
- アルテュル・デカボーテル（1936年 - 2012年）自転車競技選手。ウェルデン出身。

## スポーツ
サッカーのK.S.V.アウデナールデの本拠地である。

## 姉妹都市
- アラス（フランス）
- ベルヘン・オプ・ゾーム（オランダ）
- ブザウ（ルーマニア）
- カステル・マダーマ（イタリア）
- コーブルク（ドイツ）
- ヘイスティングス（イギリス）